# Małgorzata Paleolog
Małgorzata Paleolog (ur. 11 sierpnia 1510, zm. 28 grudnia 1566) – markiza Montferratu. 

## Życiorys
Była córką Wilhelma IX Paleologa, markiza Montferratu i Anny d'Alençon. 5 października 1531, w Casale poślubiła Fryderyka II Gonzagę. Dzięki temu małżeństwu rodzina Gonzaga odziedziczyła po wymarciu męskiej linii Paleologów markizat Monferratu. 
Fryderyk i Małgorzata mieli siedmioro dzieci:
- Eleonorę Gonzagę,
- Annę Gonzagę,
- Franciszka III Gonzagę, księcia Mantui (1532–1550),
- Isabellę Gonzagę, żonę Francesca Fernanda Avalos,
- Wilhelma I Gonzagę, księcia Mantui (1538–1587),
- Ludwika Gonzagę, księcia de Nevers (1539–1595), ojca Karola I - księcia Mantui,
- Fryderyka, kardynała Gonzagę (1540–1565).